# Pseudicius seychellensis
Pseudicius seychellensis är en spindelart som beskrevs av Fred R. Wanless 1983 [1984. Pseudicius seychellensis ingår i släktet Pseudicius och familjen hoppspindlar. Inga underarter finns listade i Catalogue of Life.